# ألفريدو جاكوبو
ألفريدو جاكوبو (بالإسبانية: Alfredo Jacobo) هو سباح مكسيكي، ولد في 7 أبريل 1982 في ليون في المكسيك.

## روابط خارجية
- ألفريدو جاكوبو على موقع الاتحاد الدولي للسباحة (الإنجليزية)
- ألفريدو جاكوبو على موقع أوليمبيديا (الإنجليزية)